# Thallium(I)-hydroxid
Thallium(I)-hydroxid ist eine anorganische chemische Verbindung des Thalliums aus der Gruppe der Hydroxide.

## Gewinnung und Darstellung
Thallium(I)-hydroxid scheidet sich bei der Zersetzung von Thalliumethylalkoholat durch Wasser aus.
{\displaystyle {\ce {C2H5OTl + H2O -> TlOH + C2H5OH}}}
Dies kann auch durch direkte Reaktion von Thallium mit Ethanol und Sauerstoff geschehen.
{\displaystyle {\ce {4Tl + 2C2H5OH + O2 -> 2C2H5OTl + 2TlOH}}}
Thallium(I)-hydroxid kann auch durch Reaktion von Thallium(I)-sulfat mit Bariumhydroxid gewonnen werden.
{\displaystyle {\ce {Tl2SO4 + Ba(OH)2 -> BaSO4 + 2TlOH}}}

## Eigenschaften
Thallium(I)-hydroxid ist ein farbloser bis gelber Feststoff, der in Form von Nadeln vorliegt, die sich leicht dunkel färben und löslich in Wasser und Ethanol sind. Gesättigte wässrige Lösungen der Verbindung greifen Glas besonders in der Hitze an. Thallium(I)-hydroxid und seine stark basischen wässrige Lösungen nehmen unter Bildung von Thallium(I)-carbonat begierig Kohlendioxid auf. Bei Temperaturen von etwa 140 °C zersetzt sich die Verbindung unter Bildung von Thallium(I)-oxid. Mit Sauerstoff reagiert die Verbindung zu Thallium(III)-oxid. Thallium(I)-hydroxid hat eine monokline Kristallstruktur mit der Raumgruppe C2 (Raumgruppen-Nr. 5) und den Gitterparametern a = 594,9 pm, b = 622,0 pm, c = 2123,2 pm, β = 91,590°.

## Verwendung
Thallium(I)-hydroxid kann in der organischen Chemie für Suzuki-Kupplungen verwendet werden. Sie kann auch zur Detektion von Ozon verwendet werden, da sich mit einer wässrigen Lösung der Verbindung getränktes Papier bei Anwesenheit von Spuren von Ozon braun färbt.